# Determinanti della salute
I determinanti della salute sono i fattori la cui presenza modifica in senso positivo o negativo lo stato di salute di una popolazione.
Accreditati studi internazionali hanno effettuato una stima quantitativa dell'impatto di alcuni fattori sulla longevità delle comunità, utilizzata come indicatore indiretto dello stato di salute: i fattori socio-economici e gli stili di vita contribuiscono per il 40-50%; lo stato e le condizioni dell'ambiente per il 20-30%; l'eredità genetica per un altro 20-30%, e i servizi sanitari per il 10-15%.
L'Organizzazione Mondiale della Sanità ha proposto anche un elenco di prerequisiti della salute, ossia di situazioni che devono essere presenti nelle comunità che acquisiscono la consapevolezza e la decisione di perseguire la salute dei suoi componenti.